# Primera División 1924 (FUF)
Il campionato era formato da 17 squadre e il Peñarol vinse il titolo. Tuttavia questo campionato non è stato mai riconosciuto ufficialmente.

## Classifica finale
| Pos. | Squadra            | G  | V  | N  | P  | GF | GS | Punti |
| ---- | ------------------ | -- | -- | -- | -- | -- | -- | ----- |
| 1    | Peñarol            | 32 | 25 | 6  | 1  | 80 | 14 | 56    |
| 2    | Atlético Wanderers | 32 | 21 | 8  | 3  | 46 | 16 | 50    |
| 3    | Lito Cuadrado      | 32 | 16 | 14 | 2  | 49 | 21 | 46    |
| 4    | Olimpia            | 32 | 16 | 7  | 9  | 45 | 34 | 39    |
| 5    | Defensor           | 32 | 12 | 11 | 9  | 50 | 42 | 35    |
| 6    | Rosarino Central   | 32 | 12 | 11 | 9  | 37 | 34 | 35    |
| 7    | Sud América        | 32 | 11 | 10 | 11 | 43 | 39 | 32    |
| 8    | Central            | 32 | 12 | 6  | 14 | 39 | 40 | 30    |
| 9    | Misiones           | 32 | 10 | 9  | 13 | 29 | 27 | 29    |
| 10   | Peñarol del Plata  | 32 | 9  | 10 | 13 | 34 | 45 | 28    |
| 11   | Solferino          | 32 | 9  | 9  | 14 | 34 | 48 | 27    |
| 12   | Uruguayo           | 32 | 7  | 13 | 12 | 27 | 33 | 27    |
| 13   | Las Piedras        | 32 | 9  | 7  | 16 | 28 | 41 | 25    |
| 14   | Colón              | 32 | 7  | 9  | 16 | 28 | 48 | 23    |
| 15   | Roberto Chery      | 32 | 6  | 9  | 17 | 25 | 47 | 21    |
| 16   | Charley            | 32 | 5  | 11 | 16 | 27 | 59 | 21    |
| 17   | Roland Moor        | 32 | 5  | 10 | 17 | 27 | 50 | 20    |

G = Partite giocate; V = Vittorie; N = Nulle/Pareggi; P = Perse; GF = Goal fatti; GS = Goal subiti; 